# آباد چهل تن
آباد چهل تن، روستایی از توابع بخش روداب (دهستان روداب غربی) شهرستان نرماشیر در استان کرمان ایران است.
جاذبه گردشگری این روستا چشمه آب گرم می باشد که برای موارد درمانی مورد استقبال و استفاده بسیاری دیگر از مناطق حومه قرار گرفته است.

## جمعیت
این روستا در دهستان روداب غربی قرار دارد و براساس سرشماری مرکز آمار ایران در سال ۱۳۸۵، جمعیت آن ۲۱۳ نفر (۵۱خانوار) بوده‌است.